# Sphoeroforma pusilla
Sphoeroforma pusilla is een hooiwagen uit de familie Zalmoxioidae.